# 10è Exèrcit (Itàlia)
El 10è Exèrcit (italià 10ª Armata) va ser un exèrcit del Regio Esercito que va lluitar a la Primera guerra mundial i a la Líbia italiana durant la Segona guerra mundial.

## Primera Guerra Mundial

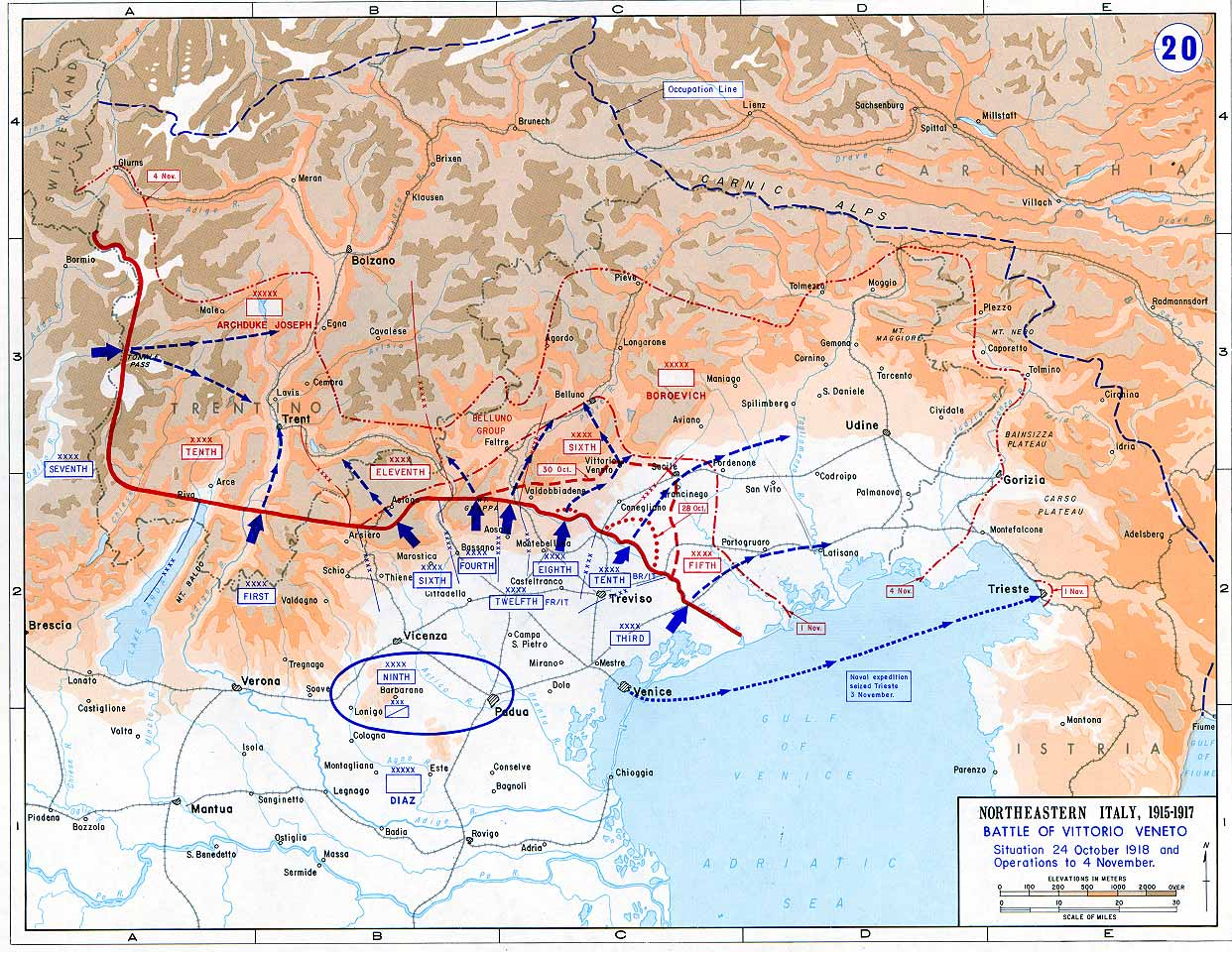
Batalla de Vittorio Veneto

Durant la Primera Guerra Mundial, el 10è era un exèrcit italià de jure, de facto angloitalià comandat pel general britànic Frederick Lambart, comte de Cavan. El 10è Exèrcit es va formar en la fase final de la guerra del 12 al 14 d'octubre de 1918 i es va dissoldre el 18 de novembre de 1918.
Constava del XI Cos italià amb les Divisons 23a de Bersaglieri i la 37a Divisió d'Infanteria i del XIV Cos britànic amb la 7a i 23a Divisions d'Infanteria britànica. En aquesta formació, el 10è Exèrcit va participar en la batalla de Vittorio Veneto del 24 d'octubre de 1918, que va decidir la guerra a Itàlia. L'exèrcit estacionat al Piave a les terres baixes tenia la tasca de cobrir a la seva esquerra el flanc dret del 8è Exèrcit central mentre avançava cap a Vittorio. Els primers dies, els exèrcits del Piave van haver d'enfrontar-se a importants problemes per travessar el riu, ja que les aigües altes i els bombardejos d'artilleria van destruir els ponts dels enginyers. El front del 10è Exèrcit va ser afavorit per l'illa de Grave di Papadopoli, que va ser conquerida per les tropes britàniques amb el suport d'enginyers italians. Els ponts construïts allà també van ser utilitzats posteriorment per parts del 8è Exèrcit. En el curs posterior, les unitats italianes del 10è Exèrcit també van donar suport a la transició del 3r Exèrcit cap al sud. El 10è Exèrcit va avançar tal com estava previst des del Piave a través del Monticano (prop de Cimetta) fins a Francenigo pel Livenza i va conquerir Sacile el 31 d'octubre de 1918 després de durs combats. Des d'allà van marxar cap a l'est fins al Tagliamento, on van arribar el 3 de novembre de 1918.

## Segona Guerra Mundial

Egipte i Cirenaica, Líbia: Mapa de la Campanya del Desert Occidental i l'àrea de l'Operació Compass (1941)

Reconstituït el 1939, el 1940, el 10è Exèrcit tenia la seu a Cirenaica (Líbia oriental) i es va enfrontar als britànics a Egipte, un aliat britànic. El 5è Exèrcit, tenia la seu a Tripolitana (Líbia occidental) enfront de la Tunísia francesa.
Quan Itàlia va declarar la guerra el 10 de juny de 1940, el 10è Exèrcit estava format per cinc divisions i el 5è Exèrcit constava de nou. Després de la caiguda de França a finals de juny, diverses divisions van ser transferides del 5è Exèrcit per enfortir el 10è Exèrcit, que es va incrementar a deu divisions.

### Invasió italiana d'Egipte
El 13 de setembre de 1940, unes quatre divisions del 10è Exèrcit van dur a terme la invasió italiana d'Egipte. Quatre divisions d'infanteria i el Grup Maletti van marxar 100 quilòmetres en quatre dies i es van aturar a Sidi Barrani. El grup Maletti incloïa la majoria dels tancs mitjans M11/39 al nord d'Àfrica i nombroses tanquetes L3. Els italians va aturar l'ofensiva i es van establir en campaments fortificats.

### Contraatac britànic
El desembre de 1940 durant l'operació Compass, els britànics van contraatacar en el que inicialment havia de ser una incursió de cinc dies contra els camps fortificats italians a Egipte. Els camps italians van ser envaïts i la resta del 10è Exèrcit va ser empès cada cop més enrere a la Líbia italiana. Molts soldats italians es van rendir quan les tropes britàniques els van encerclar en llocs fortificats com Bardia i Tobruk.

Operació Compass (1940-1941) La destrucció del 10è Exèrcit

### Destrucció a Beda Fomm
A la batalla de Beda Fomm (6-7 de febrer de 1941), la major part de la resta del 10è Exèrcit en retirada va ser aïllada per la Combeforce (tinent coronel John Combe), una petita avançada de la 7a divisió blindada (major general Michael O' Moore Creagh). La Combeforce va agafar una drecera a través del desert, per bloquejar la retirada de l'exèrcit italià, mentre la 6a Divisió australiana continuava la persecució per la Via Balbia. La força es va retardar a causa del terreny dur, per la qual cosa es va dividir la Combeforce i es van separar els elements més lleugers i ràpids per completar la intercepció, deixant que els seguissin els vehicles blindats.
Els primers elements van arribar a Msus a última hora de la tarda del 4 de febrer i van capturar a la guarnició local. Durant la nit i el dia següents, l'avanç va continuar i l'artilleria i la infanteria britàniques estaven en posició a través de la carretera de la costa a les 4:00 p.m. el 5 de febrer. El cap de la columna italiana en retirada va arribar 30 minuts més tard. Els italians es van quedar sorpresos en trobar la força britànica bloquejant-los a Beda Fomm, la força de la qual van sobreestimar molt. Amb els australians a la persecució, es va produir una batalla desesperada, en la qual els batallons de tancs mitjans Fiat M13/40 acabats d'arribar van ser llançats contra les posicions britàniques, amb grans pèrdues. A la tarda del 6 de febrer, els tancs de la 7a Divisió Blindada van arribar i van assetjar el flanc oriental italià.
La matinada del 7 de febrer, els italians van intentar un atac final i desesperat per trencar el bloqueig. En aquesta etapa, les unitats britàniques estaven gairebé sense menjar, benzina i municions. La línia de bloqueig britànica va ser gairebé trencada però convençudes de la mida i la força aclaparadora de la força de bloqueig, les unitats italianes encerclades es van rendir. El 10è Exèrcit va ser destruït.

## Comandants
- General Francesco Guidi (octubre1939 – estiu 1940)
- General Mario Berti (estiu 1940 – desembre 1940)
- General Italo Gariboldi (interí)
- General Giuseppe Tellera (desembre 1940 – febrer 1941 Mort en combat)
- General Annibale Bergonzoli (7 febrer 1941 - rendit als britànics)

## Organització i desplegament del 10è Exèrcit el 9 de desembre de 1940
10è Exèrcit (general Mario Berti - d'excedència a Itàlia fins al 15 de desembre, general interí Italo Gariboldi - substituït el 23 de desembre pel general Giuseppe Tellera)
- Grup "Maletti", desplegat al SE de Sidi el Barrani (General Pietro Maletti)
- 2a Divisió líbia "Pescatori"
- Grup de divisions líbies, desplegades en defensa de Sidi el Barrani (General Sebastiano Gallina)
  - 4a Divisió CC.NN. "3 de gener" (General de Divisió Fabio Merzari)
  - 1a Divisió Líbia "Sibille"
- XXIII Cos d'Exèrcit, en reserva (General Annibale Bergonzoli)
  - 63a Divisió d'Infanteria "Cirene"
  - 64a Divisió d'Infanteria "Catanzaro"
- XXII Cos d'Exèrcit, a Tobruch (General Enrico Pitassi Mannella)
  - 62a Divisió d'Infanteria "Marmarica"
  - 2a Divisió CC.NN. "28 d'octubre"
  - 1a Divisió CC.NN. "23 de març"